# Accipiter ovampensis
Accipiter ovampensis е вид птица от семейство Ястребови (Accipitridae). Видът е незастрашен от изчезване.

## Разпространение
Разпространен е в Ангола, Бенин, Ботсвана, Бурунди, Камерун, Чад, Демократична Република Конго, Кот д'Ивоар, Етиопия, Гана, Гвинея, Кения, Малави, Мали, Мозамбик, Намибия, Нигерия, Руанда, Южна Африка, Танзания, Того, Уганда, Замбия и Зимбабве.